# Валонь
Валонь (фр. Valognes) — город на северо-западе Франции, находится в регионе Нормандия, департамент Манш, округ Шербур. Центр одноимённого кантона. Расположен в 20 км к югу от Шербур-ан-Котантен в центре полуострова Котантен. Через территорию города проходит автомагистраль N13, связывающая Шербур-ан-Котантен с Каном. На западе города находится железнодорожная станция Валонь линии Мант-ла-Жоли-Шербур.
Население (2018) — 6 827 человек.

## История
Город был построен недалеко от галло-римского города Алауна (Alauna) или Алаунья (Alaunia) или Алаунья, от которого произошло название Валонь. При нормандских герцогах и французских королях это была хорошо защищенная крепость, но Эдуард III легко завладел ей во время Столетней войны, после чего разграбил и сжег город. Во время религиозных войн (1588) Валонь поддерживала Католическую лигу. Местный замок, как и шербурский, был полностью разрушен французским королём Людовиком XIV. Из трех монастырей, существовавших в городе до Революции, до наших дней сохранился только женский бенедиктинский монастырь Notre-Dame-de-la-Protection, превращенный в больницу.
Расцвет города пришёлся на 17-й и 18-й века. О нём напоминают сегодня многочисленные городские дворцы и полученное городом название «Нормандский Версаль». Сегодня Валонь, несмотря на значительные разрушения в ходе Нормандской операции в 1944 году, имеет официальный титул культурного и исторического центра.

## Достопримечательности
- Отель де Бомон XVIII века в стиле классицизма, бывшая резиденция семьи Бомон
- Особняк Грандваль-Калиньи XVIII века в стиле классицизма с парком
- Дворец юстиции
- Дом Гран-Картье, в настоящее время — музей сидра, единственный во Франции
- Церковь Сен-Мало
- Развалины римских термов
- Бывший монастырь Нотр-Дам (Notre-Dame-de-la-Protection), в настоящее время — больница

## Экономика
Валонь — старинный центр проведения сельскохозяйственных ярмарок, торговли и ремёсел. Наряду с предприятиями по переработке молока, здесь расположены также столярные, швейные и строительные мастерские.
Структура занятости населения:
- сельское хозяйство — 0,8 %
- промышленность — 13,4 %
- строительство — 7,8 %
- торговля, транспорт и сфера услуг — 38,8 %
- государственные и муниципальные службы — 39,2 %

Уровень безработицы (2018) — 11,9 % (Франция в целом — 13,4 %, департамент Манш — 10,4 %). 

Среднегодовой доход на 1 человека, евро (2018) — 20 960 (Франция в целом — 21 730, департамент Манш — 20 980).

## Демография
Динамика численности населения, чел.

## Администрация
Пост мэра Валони с 2008 года занимает член партии Республиканцы Жак Коклен (Jacques Coquelin), член Совета департамента Манш от кантона Валонь. На муниципальных выборах 2020 года возглавляемый им правый список победил в 1-м туре, получив 62,79 % голосов.
| Период | Период | Фамилия       | Партия                                  | Примечания                                                                               |
| ------ | ------ | ------------- | --------------------------------------- | ---------------------------------------------------------------------------------------- |
| 1977   | 1983   | Пьер Годфруа  | Объединение в поддержку Республики      | журналист, член Генерального совета департамента, депутат Национального собрания Франции |
| 1983   | 1995   | Анн Эни       | Союз за французскую демократию          | инспектор по социальным вопросам, сенатор                                                |
| 1995   | 2008   | Фернан Лебуэр | Коммунистическая партия                 | пенсионер                                                                                |
| 2008   |        | Жак Коклен    | Союз за народное движение Республиканцы | работник банка, вице-президент Совета департамента                                       |

## Образование
В Валони имеется гимназия, 2 колледжа, а также 7 детских садов и начальных школ.

## Города-побратимы
- Уимборн Минстер (англ.), Великобритания
- Штольберг, Германия

## Знаменитые уроженцы
- Феликс Вик-д’Азир (1746—1794), врач и анатом, пионер в области сравнительной анатомии и первооткрыватель принципа гомологии, последний врач королевы Марии-Антуанетты
- Теофиль-Жюль Пелуз (1807—1867), химик
- Леопольд Виктор Делиль (1826—1910), историк, член-корреспондент Петербургской академии наук
- Поль Лежентильом (1884—1975), генерал, участник Второй мировой войны
- Гюстав Леруж (1867—1938), известный французский писатель

## Галерея

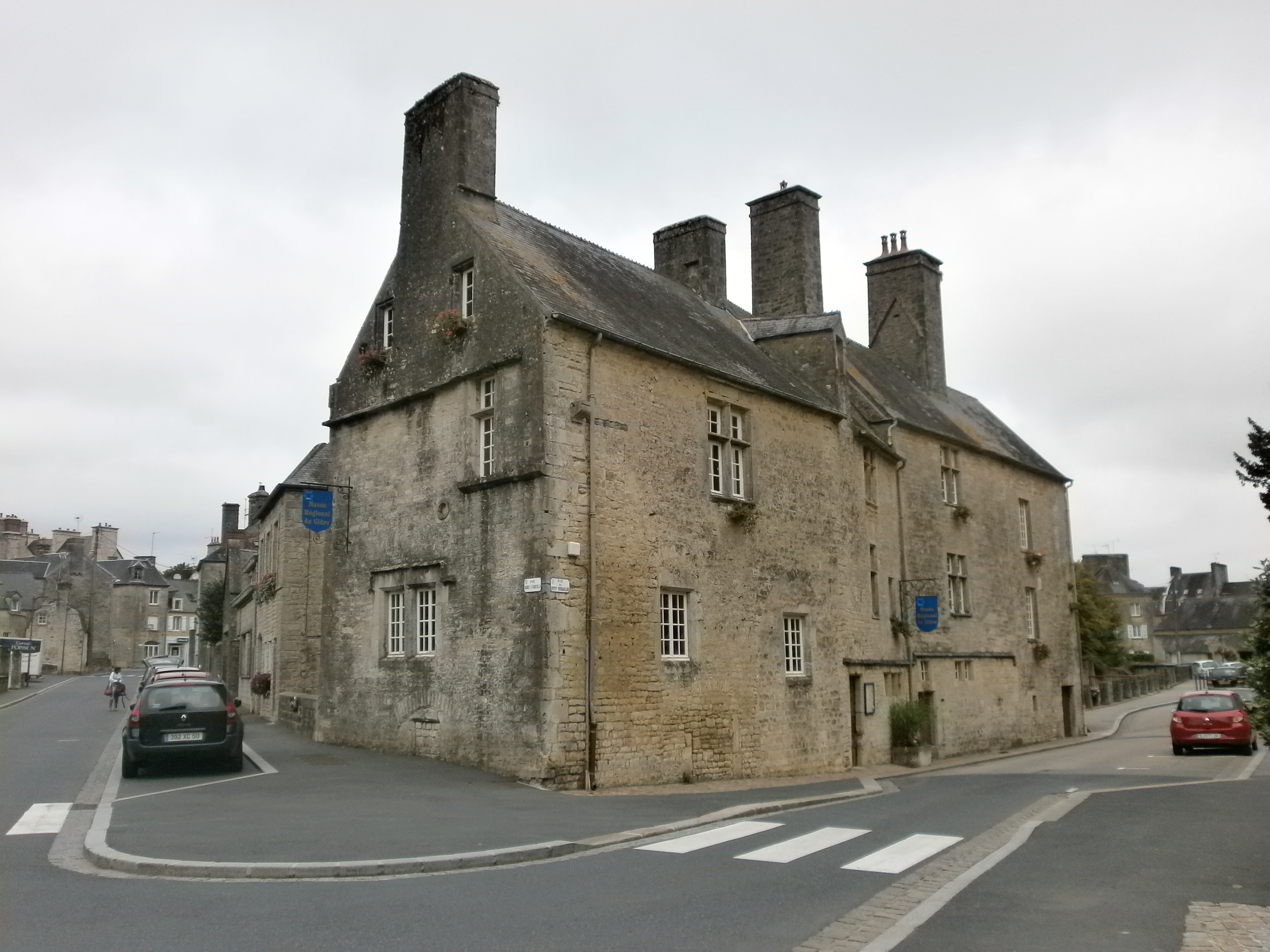
Музей сидра
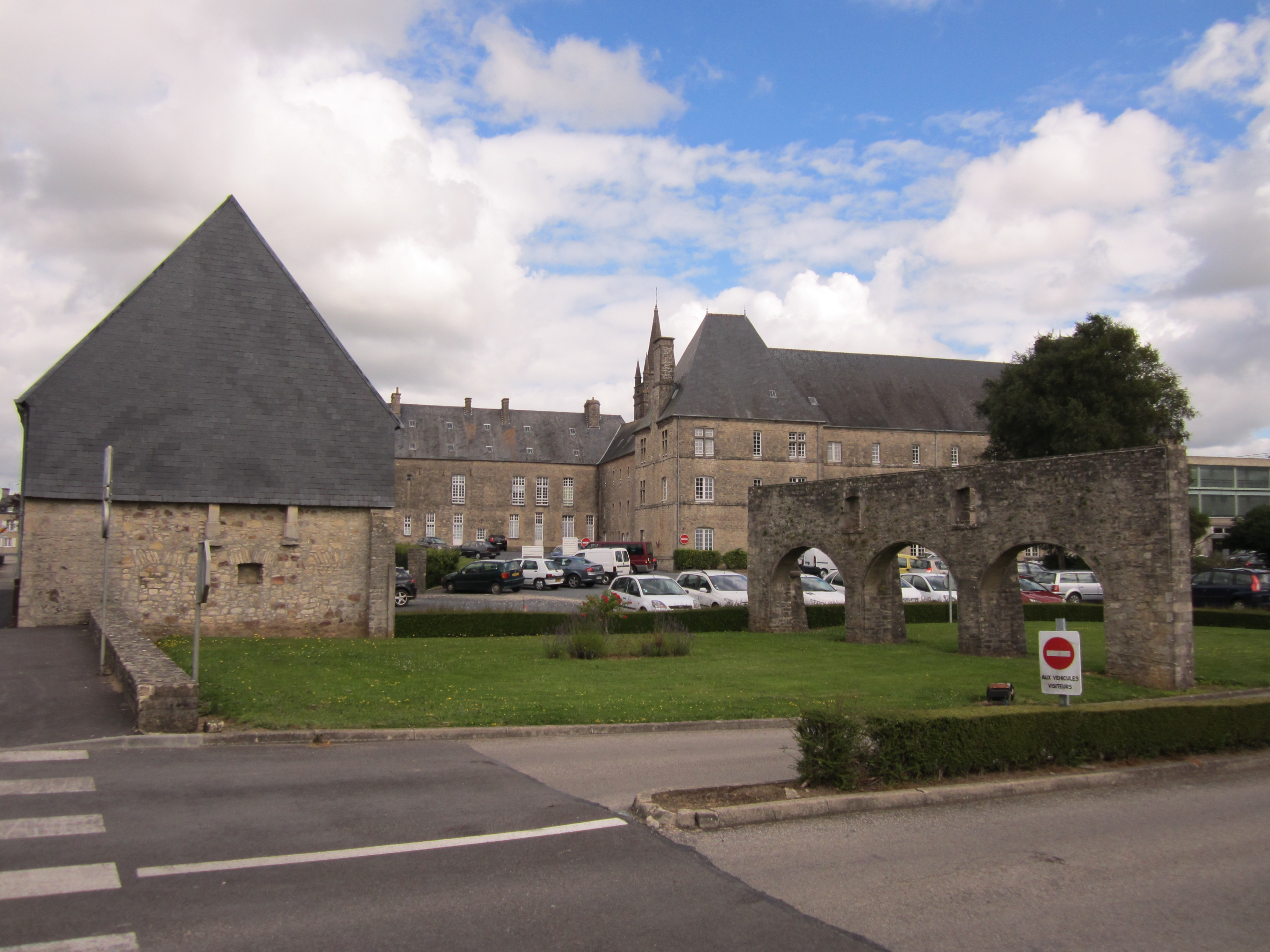
Бывший монастырь Нотр-Дам, ныне больница